# Frédéric Aillaud
Pour les articles homonymes, voir Aillaud.
Frédéric Aillaud, né le 31 mars 1857 à Volx et mort le 27 mai 1924 à Digne-les-Bains, dans les Basses-Alpes, est un homme politique français.

## Biographie
Boulanger puis agriculteur, il milite dans les rangs socialistes SFIO et devient conseiller général de Forcalquier et maire de Villeneuve. Candidat aux élections législatives de 1924 sur la liste du Cartel des gauches, il est élu mais meurt quelques jours plus tard pendant une séance au conseil général. Son siège est donc déclaré vacant dès l'ouverture de la session parlementaire.